# Модель трёхцветного флага

Моделирование работы морфогена: от красного к синему — ступенчатое уменьшение концентрации, запускающее разные программы развития. Желтые линии — границы клеток

Модель трехцветного флага — концептуальное описание принципа действия морфогена, предложенное Льюисом Вольпертом в 1960 году. Согласно этой модели, концентрация сигнальной молекулы-морфогена, действующего непосредственно на клетки, порождает специфический клеточный ответ (как сейчас известно, как правило, активация экспрессии определенных генов), который и определяет в итоге судьбу клетки, то есть её спецификацию в ходе развития организма. Морфогены синтезируются определенными клетками, образуя путём диффузии или активного транспорта градиент морфогена.
В «модели французского флага» французский флаг используется для представления эффекта морфогена на клеточную дифференциацию: морфоген влияет состояний ячейки на основе концентрации, эти состояния представлены различные цвета французского флага: высокие концентрации активируют «синий» ген, в более низких концентрациях активируется «белый» ген, а «красный» ген активируется по умолчанию в клетках, где концентрация морфогена ниже необходимого порога активации других генов. Таким образом регулируется программа развития клеток и тканей, в частности, позиции различных специализированных типов клеток в ткани.
Модель трехцветного флага отстаивал ведущий исследователь дрозофил, Питер Лоуренс, благодаря чему она получила широкое распространение среди ученых.
Христиана Нюсляйн-Фольхард определила первый морфогена, Bicoid, один из факторов транскрипции, образующий градиент в синцитии эмбриона дрозофилы.
Некоторые из самых ранних и наиболее изученный морфогенов являются транскрипционные факторы, которые в раннем диффузного дрозофилы (плодовой мушки) эмбрионов. Однако большинство морфогенов является секретируемыми белками межклеточной сигнализации .